# Qəbələ (stad)
Qəbələ (ook: Gabala) is een stad in Azerbeidzjan en is de hoofdplaats van het district Qəbələ.
De stad telt 12.800 inwoners (01-01-2012). Qabala FK is de voetbalclub uit Qəbələ.